# Хет, Джойс

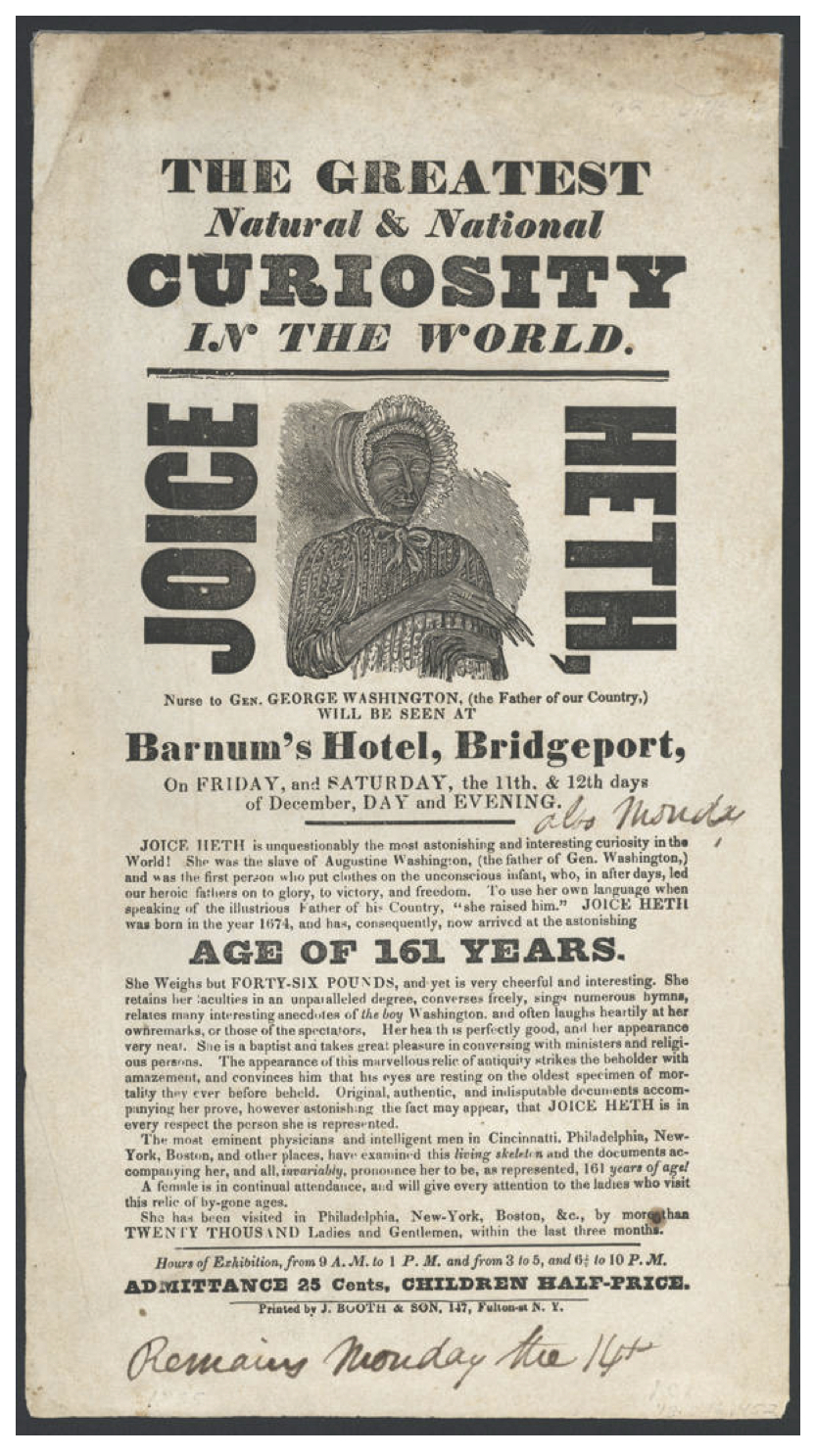
Постер, рекламирующий Джойс Хет

Джойс Хет (англ. Joice Heth; около 1756—1836) — рабыня-негритянка, выступавшая в цирковых представлениях Финеаса Барнума.

## Биография
Родилась около 1756 года. О ранних годах её жизни известно мало.
В 1835 году она в качестве раба Джона Боулинга (англ. John S. Bowling) была выставлена на продажу в Луисвилле, Кентукки. В июне 1835 года она была продана двум промоутерам — мистерам Линдсею и Бартраму, которые летом 1835 года посетили Барнума и рассказали ему, что, демонстрируя женщину как диковину, можно на этом заработать, так как имеются бумаги, согласно которым ей уже 161 год и она была няней самого Джорджа Вашингтона. За слепую, почти парализованную старую женщину, Барнум заплатил 1000 долларов, что по тем временам было солидной ценой даже за здорового раба. С ней и небольшой компанией он несколько месяцев гастролировал по городам Соединённых Штатов.
Впервые она была показана 10 августа 1835 года в саду Niblo’s Garden в Нью-Йорке. Затем передвижной балаган-выставка в течение семи месяцев колесил по США, где старая негритянка рассказывала истории о «маленьком Джордже» и артисты пели государственный гимн. С целью рекламы был отпечатан постер, где указывалось, что женщине 161 год. По словам современника Эрика Лотта (англ. Eric Lott), Джойс зарабатывала 1500 долларов в неделю, солидную сумму для того времени. Это событие широко обсуждалась в прессе.
Джойс Хет умерла 19 февраля 1836 года от старости. Финеас Барнум заявил, что она была похоронена в городке Бетел, штат Коннектикут (англ. Bethel, Connecticut).
В ходе представлений появились слухи, будто бы это не живая женщина, а искусно изготовленный робот-кукла. Но после смерти Джойс Барнум устроил из вскрытия зрелище, куда пригласил профессоров и студентов-медиков, чтобы доказать всем, что Джойс не была роботом. Вскрытие 25 февраля 1836 года производил хирург доктор Дэвид Роджерс (англ.  Dr. David L. Rogers) в помещении New York’s City Saloon в присутствии полутора тысяч зрителей, заплативших по пятьдесят центов. В процессе вскрытия выяснилось, что ей было не более 80 лет, но сразу же поползли другие слухи о том, что Барнум ловко подменил куклу-робота на человеческое тело.